# Rokua (národní park)
Rokua (Rokujský národní park, finsky Rokuan kansallispuisto) je národní park v provincii Severní Pohjanmaa ve Finsku. Je známý jako oblast morén a dun a divoce rostoucích borovic. Národní park byl založen roku 1956. Rozkládá se na území velkém 4,3 km². Ročně je navštíven přibližně 20 000 turisty.